# Jag är eld och luft
Jag är eld och luft är en svensk dramafilm från 1944 i regi av Anders Henrikson, baserad på romanen med samma namn av Fritz Thorén. I huvudrollerna ses Viveca Lindfors, Anders Henrikson, Stig Järrel, Hasse Ekman och Olof Widgren.

## Handling
Kyrkoherde Ahrmans unga dotter Jenny har gett sig av för att börja ett nytt liv med sin älskade Stefan. Men Jennys framtidsdrömmar slås i spillror då Stefan inte kommer till deras möte. Förtvivlad återvänder hon hem igen. 
Hennes syster Clara är förlovad med apotekaren Edvin Franzén, men han blir helt betagen i Jenny, och istället gifter de sig. Men äktenskapet är dömt att misslyckas, Jenny är olycklig och så träffar hon målaren Sven Dahl och de blir förälskade i varandra. När Edvin får veta detta skjuter han sig i förtvivlan. Jenny har nyss fött dem en son, som hon nu lämnar bort, för att sedan resa utomlands med Sven. 
Efter några år kringresandes i Europa återkommer Jenny och Sven till Sverige. Nu har deras förälskelse svalnat, och Jenny vill bli skådespelerska. De möter den förmögna konsul Hegert, som har sett Svens porträtt av Jenny och blivit närmast besatt av modellen. 
Hegert utnyttjar sina kontakter vid teatern för Jennys skull, samtidigt som hon bryter definitivt med Sven. Trots en stapplande start så arbetar Jenny flitigt och utvecklar sin talang. Med viss hjälp av Hegert så spelar hon snart huvudroller och är teaterns firade primadonna. 
Jenny lever under många år med Hegert, men så möter hon på teatern den unge landsortsaktören Tore Ekström som hon förälskar sig i. Han har inte någon vidare stor talang, men med hennes hjälp kommer han fram i rampljuset, men hans framgång driver dem också isär.

## Om filmen
Filmen hade Sverigepremiär 7 september 1944, på biograferna Royal i Stockholm och Grand i Uppsala. Den har aldrig visats på TV. 
Filmen spelades in i Sandrew-ateljéerna och i Grand Hôtels spegelsal i Stockholm samt på Gävle Teater. Filmfotograf var Olle Nordemar.

## Rollista (i urval)
- Viveca Lindfors - Jenny Ahrman
- Anders Henrikson - konsul Rikard Hegert
- Stig Järrel - Edvin Franzén, apotekare
- Olof Widgren - Sven Dahl, målare
- Hasse Ekman - Tore Ekström, skådespelare
- Olof Winnerstrand - Lennart Broberg, teaterdirektör
- Hilda Borgström - Augusta Condé, skådespelerska
- Linnéa Hillberg - fru Ahrman, Jennys mor
- Åke Claesson - kyrkoherde Ahrman, Jennys far
- Britta Brunius - Clara, Jennys syster
- Jullan Kindahl - fru Frida Sundelin, Edvin Franzéns syster
- Stina Ståhle - skådespelerska
- Hilding Gavle  Helge Brenner, regissör
- Kolbjörn Knudsen - skådespelare
- Carl-Gunnar Wingård - skådespelare
- Olga Appellöf - Ester, husa
- Renée Björling - fröken Schultze
- Bellan Roos - Linnéa, husjungfru
- Margaretha Bergström - Greta Lindén
- Göran Bernhard - Edvin, Jennys son
- Margareta Gyllenhaak - Fanny, Jennys syster
- Erik A. Petschler - sufflören
- Oscar Heurlin	- Tengmark, konsthandlare
- Erik Forslund	- teatervaktmästare
- Stig Johanson	- biträde på Franzéns apotek
- Aurore Palmgren - sjuksyster
- Karin Alexandersson - kafévärdinna
- Gösta Gustafson - Erik Jans, kund på apoteket
- Hartwig Fock	- veterinär på besök hos apotekare Franzén
- Axel Högel - veterinär på besök hos apotekare Franzén
- Carl Deurell - gäst på kalaset hos Franzéns
- Nils Hultgren	- gäst på kalaset hos Franzéns, Sven Dahls bror, läkare
- Manetta Ryberg - gäst på kalaset hos Franzéns
- Anna Olin - gäst på kalaset hos Franzéns
- Eric von Gegerfelt - värd på Kungliga Svenska Segelsällskapets bal
- Lars Ekborg - ung rorsman på segelfartyget